# Таврійське і Одеське караїмське духовне правління

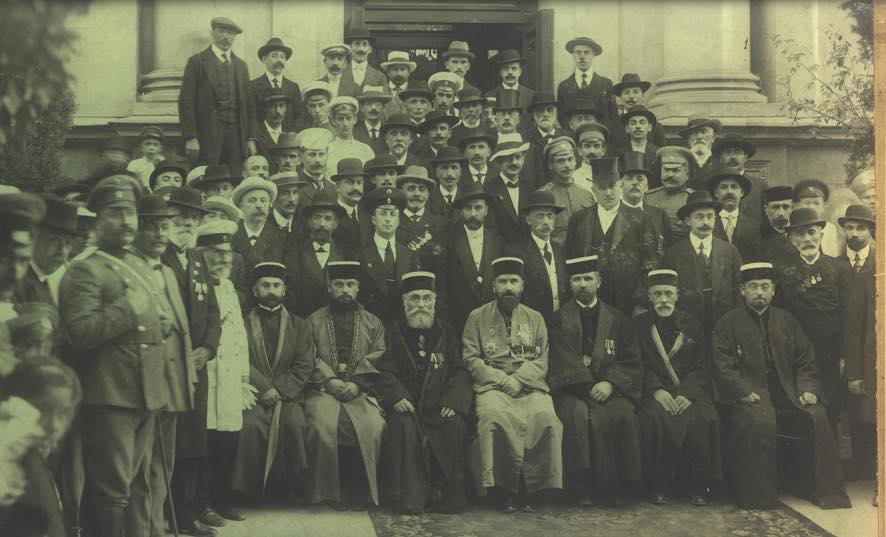
Фото керівництва ТОКДП. 1916 рік. Сидять (зліва направо):
Ормелі Ісаак Юфудович (1882—1940) — газзан у Сімферополі
Єльяшевич Борис Саадійович (1881—1971) — газзан в Євпаторії, член КДП
Султанський Йосип Ісаакович (1851—1922) — газзан у Києві
Шапшал Сіра Маркович (1873—1961) — гахам КДП
Леві-Бабович Товія Сімович (1879—1956) — газзан у Севастополі
Нейман Самуїл Мойсейович (1844—1916) — член КДП
Катик Арон Ілліч (1883—1942) — старший газзан в Євпаторії, член КДП.

Таврійське і Одеське караїмське духовне правління — релігійне об'єднання караїмів, що проживали на території Російської імперії в 1837–1917 роках. Духовне правління виступало головним представником караїмства в структурі держави.
Назви посад та обов'язки духовенства відповідали юдейським. Так, за Височайше затвердженим положенням про Таврійське караїмське духівництво від 3 березня 1837, Таврійське караїмське духовенство складалося з гахама, газзанів і шамашів. Гахам обирався представниками караїмських громад і затверджувався міністром внутрішніх справ. Резиденція Гахама була в Євпаторії.
Як помічники гахама обиралися 2 газзани: старший і молодший. Газзани були також головами місцевих караїмських громад при кожній кенасі. Посада газзана відповідала посаді рабина. Також при кожній кенасі був шаммаш, відповідальний за адміністративну та господарську діяльність, ця посада також була виборною.
Правління об'єднувало караїмські суспільства в Криму: вірмено-перекопське, бахчисарайське, чуфут-калейске, карасубазарське, керченське, севастопольське, сімферопольське, феодосійське, ялтинське, і за його межами: бердянське, єлісаветрадське, кишинівське, миколаївське, нікопольське, одеське, московське, петербурзьке, полтавське, харківське, херсонське, тракайське, паневежське, галицьке, луцьке, константинопольське, сирійське, єрусалимське. У його обов'язки входило листування з підвідомчими громадами, вирішення питань про прийняття до караїмства, листування з караїмами, ведення метричних книги караїмських громад про народжених, одружених і померлих. Спільнота видавала збірку «Ізвестія караїмського духовного правління».
У 1839 році першим караїмським гахамом був призначений світський керівник громади Євпаторії Сіма Бабович (1790—1855). У 1863 році, завдяки його діяльності, караїми Криму були повністю зрівняні у правах з корінним населенням Росії, а караїми Польщі та Литви отримали самостійне Духовне управління з центром у Троках (нині Тракай, Литва).